# Gideon Sundbäck
Gideon Sundback (ngày 24 tháng 4 năm 1880 - ngày 21 tháng 6 năm 1954) là một kỹ sư điện tử người Mỹ gốc Thụy Điển. Gideon Sundback là người đã triển khai chế tạo phéc-mơ-tuya.
Otto Fredrik Gideon Sundback sinh ra trong nông trang Sonarp ở giáo khu Ödestugu trong hạt Jönköping, Småland, Thụy Điển. Ông là con trai của Jonas Otto Magnusson Sundbäck, một nông dân giàu có và vợ của ông Kristina Karolina Klasdotter. Sau khi học ở Thụy Điển, Sundback chuyển đến Đức, nơi ông học tại trường Bách khoa ở Bingen am Rhein. Năm 1903, Sundback tham gia kỳ thi kỹ sư. Trong năm 1905, ông di cư sang Hoa Kỳ.
Năm 1905, Gideon Sundback bắt đầu làm việc tại Công ty Sản xuất và Điện Westinghouse tại Pittsburgh, Pennsylvania. Năm 1906, Sundback đã được thuê làm việc cho Công ty Universal Fastener ở Hoboken, New Jersey. Năm 1909, Sundback kết hôn với Elvira Aronson, con gái của quản lý nhà máy sinh ra ở Thụy Điển, Peter Aronsson. Sau đó Sundback đã được thăng tiến đến vị trí của nhà thiết kế đầu tại Universal Fastener.
Gideon Sundbäck đã cải tiến nhiều trong quá trình phát triển dây kéo giữa thời gian từ năm 1906 đến 1914, trong khi làm việc cho các công ty mà sau này phát triển thành Công ty Talon, Inc. Ông đã chế tạo dây kéo dựa trên phiên bản trước đây của các kỹ sư khác như Elias Howe, Max Wolff, và Whitcomb Judson. Ông chịu trách nhiệm cho việc cải tiến "Judson C-curity Fastener". Vào thời điểm đó sản phẩm của công ty vẫn dựa trên nguyên lý móc và mắt khóa. Sundback phát triển một phiên bản cải tiến của curity-C, gọi là "Plako", nhưng nó quá cứng khó kéo, và không công hơn so với các phiên bản trước. Sundback cuối cùng giải quyết vấn đề kéo khóa này vào năm 1913, với phát minh của mình phiên bản đầu tiên không dựa trên nguyên tắc móc và mắt khóa, "Hookless Fastener No. 1" (dây khóa không móc số 1). Tăng số lượng các điểm buộc từ inch mỗi bốn đến mười hay mười một. Sáng chế của ông có gồm hai tà, tà này được kết nối với tà kia bởi hàng chục hay hàng trăm chiếc răng có hình dạng đặc biệt bằng nhựa hay bằng kim loại. Con trượt được kéo bằng di chuyển dọc theo các dãy răng. Phía trong con trượt là rãnh có dạng chữ Y để khớp hay tách hai dãy răng đối diện tùy theo hướng di chuyển của nó.